# Asura melanopyga
Asura melanopyga là một loài bướm đêm thuộc phân họ Arctiinae, họ Erebidae.